# Hynčice (Město Albrechtice)
Hynčice (německy Heinzendorf) jsou vesnice, část města Město Albrechtice v okrese Bruntál. Nachází se asi 3,5 km na severozápad od Města Albrechtic, v údolí řeky Opavice. Prochází zde silnice II/453.
Hynčice leží v katastrálním území Hynčice u Krnova o rozloze 12,55 km2.
Ve vsi Hynčice se nachází rodinná farma Ranč Solný potok a dinopark Eldorádo, zahradní galerie betonových skulptur pravěkých ještěrů v životní velikosti, pohádkových postaviček a zvířat.

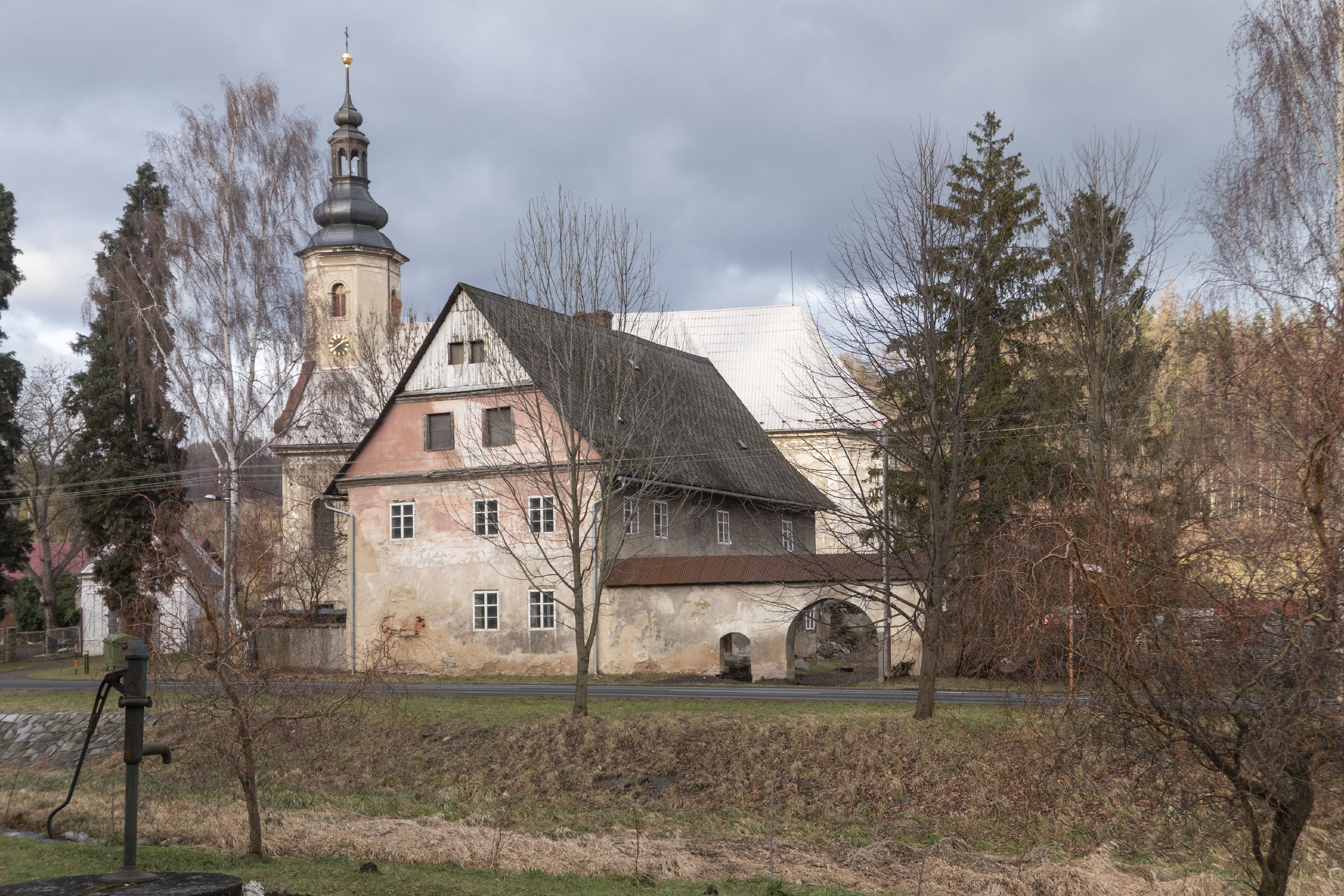
Bývalá fara a kostel sv. Mikuláše v Hynčicích u Města Albrechtic v roce 2021

## Historie
První písemná zmínka o obci pochází z roku 1377, kdy je zmíněna v listině o rozdělení Opavského knížectví. V listině je uveden držitel léna man Znata, který pocházel ze zátorské větve rodu pánů z Lomnice. Jeho syn stejného jména používal přídomek z Hynčic. Od 16. století se obec stala součástí albrechtického panství, které drželi Supové z Fulštejna. V roce 1566 se stali vlastníky panství Valdštejnové. Dle dochovaných zpráv stávala v místě poplužního dvora kdysi zemanská tvrz (dům č.p. 131). V roce 1936 proběhl archeologický průzkum, který odhalil pozůstatky příkopu a valového opevnění. V 16. století v 70. letech byl na stejném místě vystavěn menší zámek. V roce 1622 bylo albrechtické panství zkonfiskováno Hanuši Kryštofovi z Valdštejna pro účast na Stavovském povstání. Nový majitelé zámek nevyužívali a ten během 17. století zanikl.

## Vývoj počtu obyvatel
Počet obyvatel Hynčic podle sčítání nebo jiných úředních záznamů:
| Rok            | 1869 | 1880 | 1890 | 1900 | 1910 | 1921 | 1930 | 1950 | 1961 | 1970 | 1980 | 1991 | 2001 |
| -------------- | ---- | ---- | ---- | ---- | ---- | ---- | ---- | ---- | ---- | ---- | ---- | ---- | ---- |
| Počet obyvatel | 1249 | 1236 | 1123 | 912  | 799  | 769  | 746  | 471  | 475  | 448  | 429  | 417  | 446  |

V Hynčicích je evidováno 190 adres : 186 čísel popisných (trvalé objekty) a 4 čísla evidenční (dočasné či rekreační objekty). Při sčítání lidu roku 2001 zde bylo napočteno 164 domů, z toho 117 trvale obydlených.

## Pamětihodnosti
- Kostel sv. MikulášeInteriér kostela sv. Mikuláše v Hynčicích u Města Albrechtic

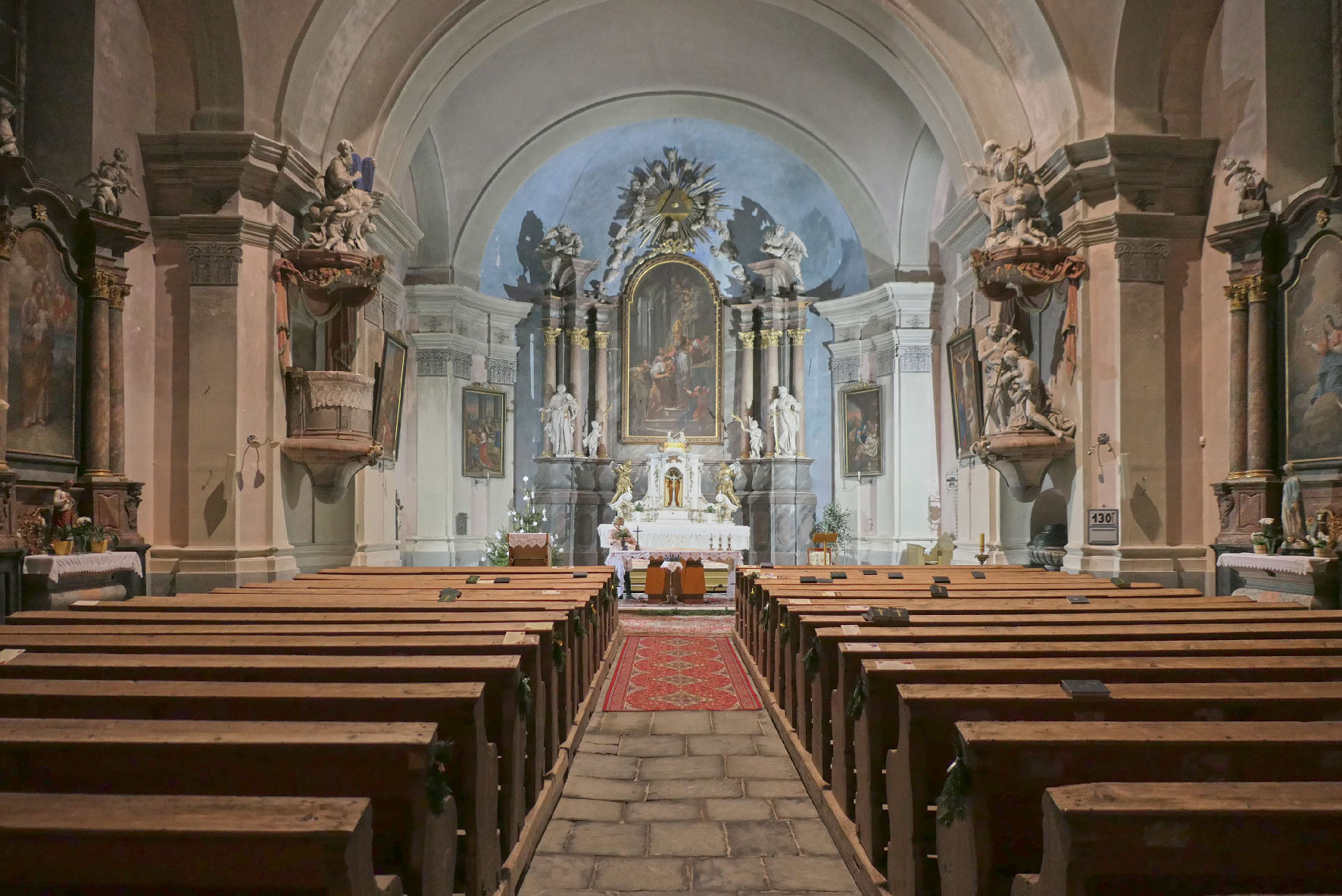
Interiér kostela sv. Mikuláše v Hynčicích u Města Albrechtic

- Bývalá fara (čp. 4) s areálem zahrady a bývalého farního dvora - současná stavba s prvky lidového stavitelství v podobě z 30. let 18. století vznikla přestavbou staršího objektu.Bývalá fara v Hynčicích během oprav v prosinci 2024

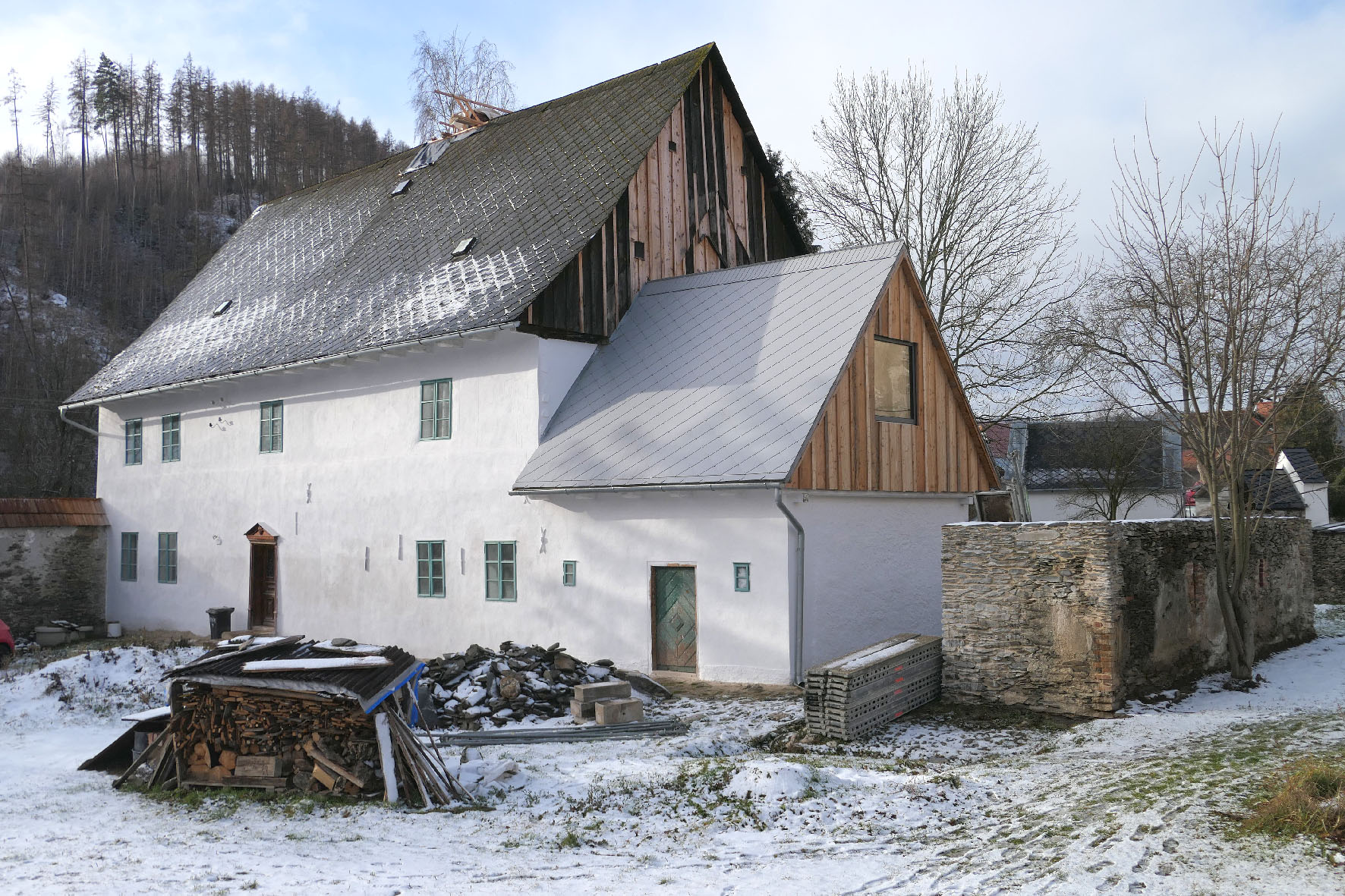
Bývalá fara v Hynčicích během oprav v prosinci 2024

- Venkovský dům čp. 72, bývalá obecní škola - zanikl po povodních v roce 2024
- Venkovská usedlost čp. 111, významná stavba lidové architektury s hrázděným štítem; špýchar, průjezdní kůlna a kaplička od konce 80. let 20. století ve zříceninách.

## Významní rodáci
- Albert Adam (1824–1894), malíř
- Wilhelm Drechsler (1865–1919), sochař[11]

## Galerie

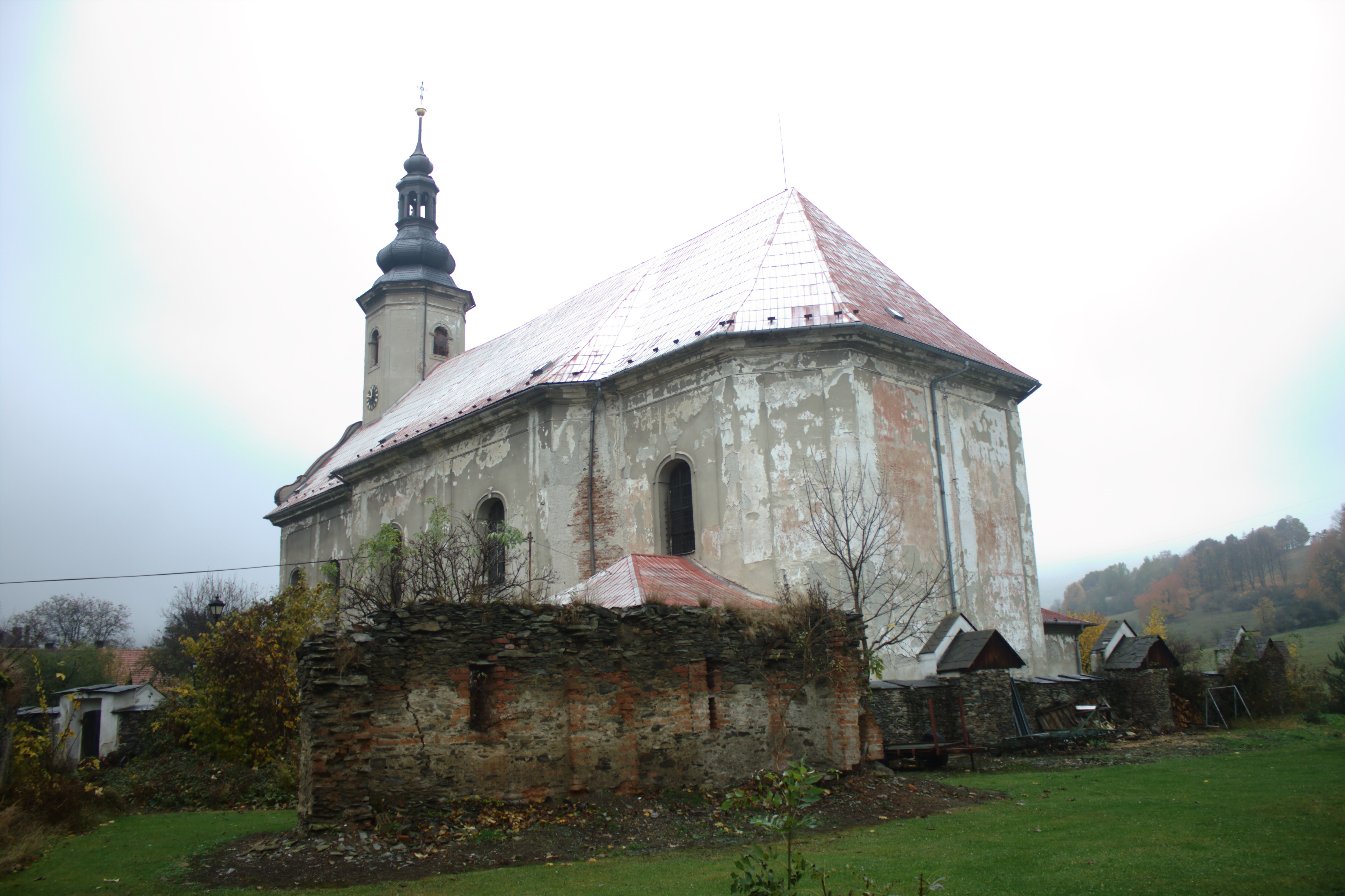
Kostel
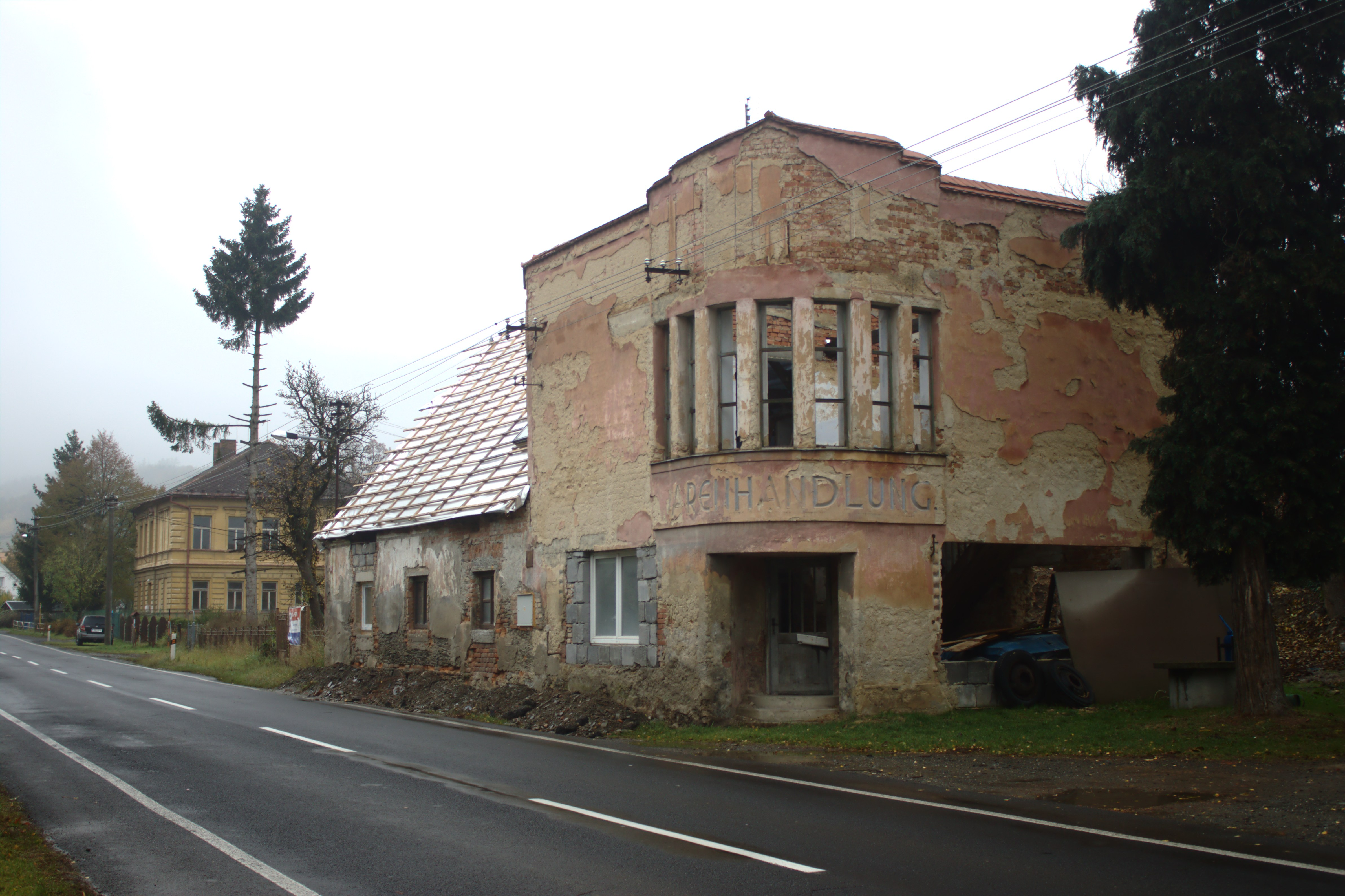
Bývalý německý obchod
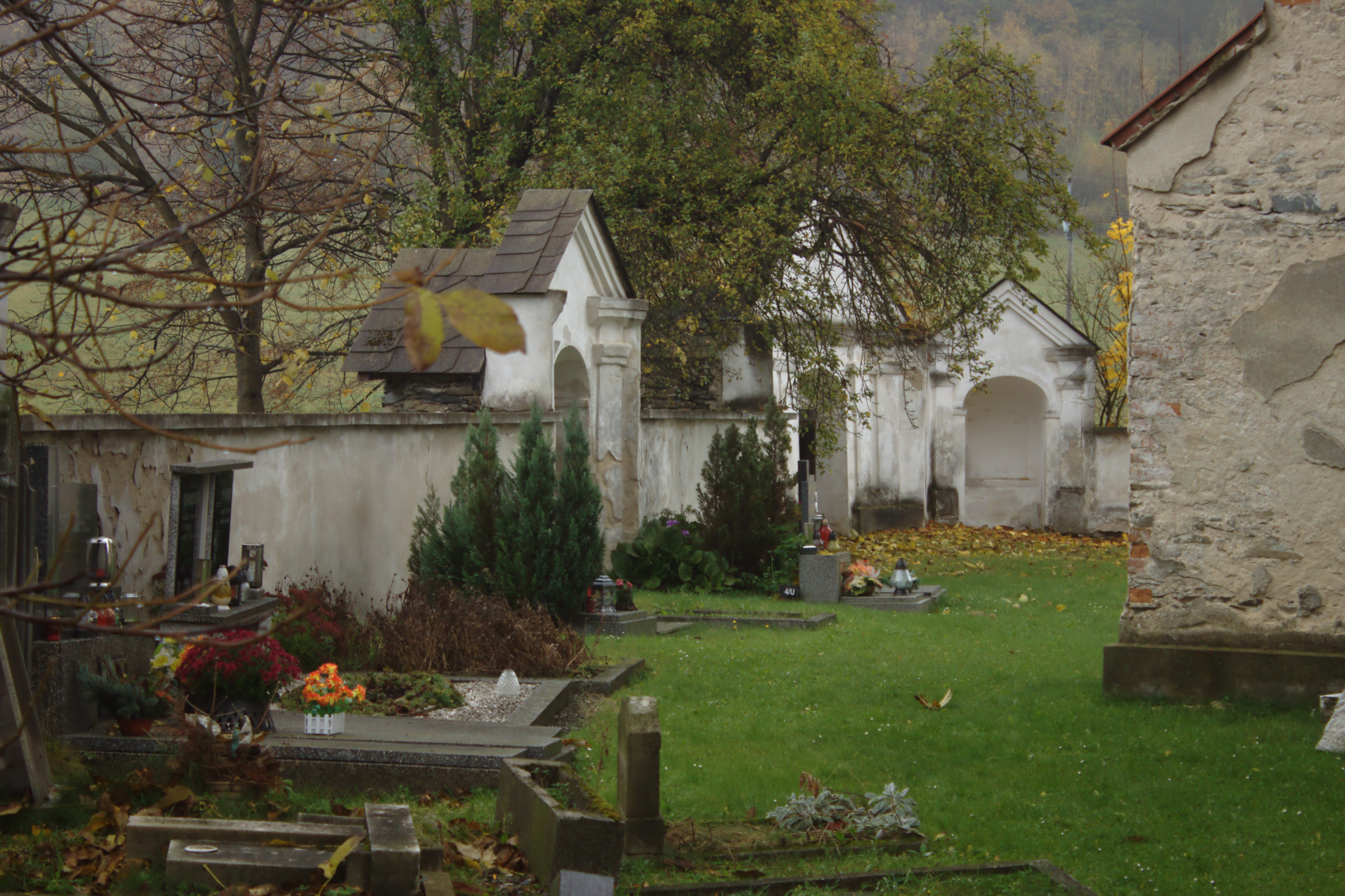
Hřbitov